# Patty Murray
Patricia Lynn Murray, nata Johns, detta Patty (Bothell, 11 ottobre 1950), è una politica statunitense, senatrice  senior per lo stato di Washington dal 1993 e in precedenza membro del Senato di Washington dal 1989 al 1993. Inoltre, dal 2023 al 2025, Murray è stata Presidente pro tempore del Senato degli Stati Uniti d'America.
Militante democratica, Murray è la senatrice senior che rappresenta lo stato di Washington al Congresso degli Stati Uniti di Washington, eletta per la prima volta nel 1992, rieletta cinque volte, l'ultima nel 2022. È stata la prima senatrice americana donna di Washington.
Nel corso degli anni la Murray ha preso posizioni contrarie all'invasione dell'Iraq da parte degli Stati Uniti e nelle primarie del 2008 ha sostenuto la candidatura di Hillary Clinton.

## Biografia
Nata e cresciuta a Bothell, Washington, figlia di David L. Johns e Beverly A. McLaughlin.  In tutto erano sette fratelli. Sua madre era una contabile. Suo padre prestò servizio nella seconda guerra mondiale e ricevette un Purple Heart. I suoi antenati includono gallesi, irlandesi, scozzesi e franco-canadesi. Quando era un'adolescente, la sua famiglia è stata costretta a richiedere l'assistenza sociale poiché il padre, direttore di alcuni negozi,  è diventato disabile a causa della sclerosi multipla. Murray ha frequentato la Saint Brendan Catholic School da bambina.
Si poi laureata in educazione fisica presso la Washington State University nel 1972. È stata insegnante di scuola materna per diversi anni e in un corso riservato ai genitori allo Shoreline Community College dal 1984 al 1987.
Difensore di lunga data delle questioni ambientali e dell'istruzione, Murray si candidò al Senato dello Stato di Washington nel 1988 e sconfisse Bill Kiskaddon per due mandati. Ha servito un mandato prima di lanciare una campagna per il Senato degli Stati Uniti nel 1992.
Il 3 gennaio 2023 viene nominata Presidente pro-tempore del Senato degli Stati Uniti, in quanto la seconda democratica per anzianità di servizio dopo la californiana Feinstein, che ha rifiutato la carica per via della sua età, è la prima donna eletta in questa carica. Ciò l'ha resa la terza in linea di successione alla presidenza dopo la vice-presidente e lo speaker della camera.

## Vita privata
E'sposata con Rob Murray: la coppia ha due figli, Sara e Randy. Vive a Whidbey Island.